# Gregorio Lambranzi

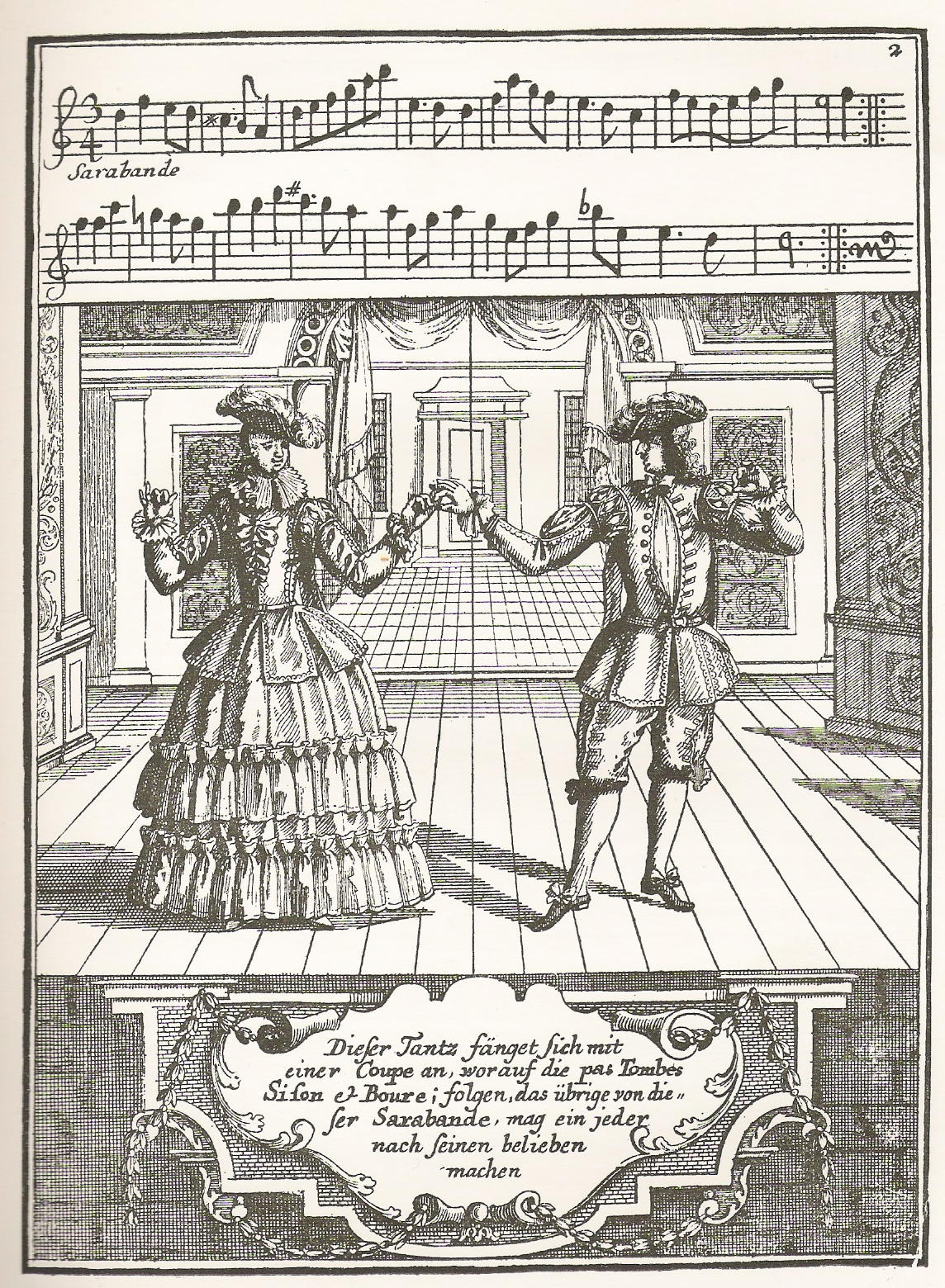
Lambranzi, Nuova e curiosa scuola de' balli theatrali (1716).

Gregorio Lambranzi est un maître à danser italien de la fin du XVIIe siècle et du début du XVIIIe.
Originaire de Venise, il publie en 1716 à Nuremberg un précieux traité bilingue italien-allemand sur la danse théâtrale et sur la pantomime, abondamment illustré de scènes apparentées à la commedia dell'arte et à l'acrobatie.
Nuova e curiosa scuola de' balli theatrali - Neue und curieuse theatralische Tantz-Schul est un ouvrage d'une insigne rareté, composé de deux volumes ornés de 101 planches gravées par Johann Georg Puschner.
Lambranzi y décrit la sarabande, la folie d'Espagne, la bourrée, le rigaudon, la courante, la gaillarde, etc. Il y représente des personnages comme Scaramouche, Arlequin, Scapin, Mezzetin, Polichinelle, etc.
Friderica Derra de Moroda en publie une traduction anglaise en 1928 avant de découvrir, huit ans plus tard, le manuscrit original qui reposait à la Bayerische Staatsbibliothek, manuscrit qu'elle éditera en 1972.